# 三营镇 (固原市)
三营镇，是中华人民共和国宁夏回族自治区固原市原州区下辖的一个乡镇级行政单位。

## 行政区划
三营镇下辖以下地区：
第一社区、第二社区、东塬村、西台村、戴堡村、唐湾村、海塘村、孙家河村、赵寺村、老三营村、新三营村、华坪梁村、鸦儿沟村、马路村、甘沟村和原州区三营镇团结村。